# Regnery Publishing
Regnery Publishing, Inc. ist ein US-amerikanischer Buchverlag, spezialisiert auf konservative und konservativ-christliche Literatur. Er wurde 1947 gegründet und ist seit 2014 Teil der Unternehmensgruppe Salem Communications in Washington, D.C. Verlegerin ist Marjory G. Ross.

## Geschichte
Regnery Publishing wurde 1947 durch Henry Regnery (1912–1996) gegründet. In den Anfangsjahren veröffentlichten konservative Intellektuelle wie Russell Kirk (The Conservative Mind), William F. Buckley, Jr. (God and Man at Yale) und Whittaker Chambers (Witness) bei Regnery. Nach den ersten Erfolgen in den 1950er Jahren wurde die Reihe Regnery Gateway begründet, die heute mehr als 200 Titel umfasst. Von 1993 bis 2014 gehörte der Verlag zu Eagle Publishing (heute: Salem Eagle).

## Programm
Beim Verlag veröffentlichten führende konservative Publizisten wie Ann Coulter, Newt Gingrich, David Horowitz, Laura Ingraham, Ed Klein, Mark R. Levin, David Limbaugh, Michelle Malkin,  Dinesh D’Souza, Mark Steyn und Donald Trump. Neben überwiegend konservativen Werken werden auch die Imprints Regnery History, Little Patriot Press, Regnery Kids, Gateway Editions und LifeLine Press verlegt.